# Mulloidichthys ayliffe
Mulloidichthys ayliffe è un pesce del genere Mulloidichthys scoperto nel 2011.